# Andreas Schlüter (Film)
Andreas Schlüter ist ein 1942 gedrehter Spielfilm von Herbert Maisch über den gleichnamigen Baumeister und Bildhauer im Berlin des Barock. Die Rolle Schlüters übernahm Heinrich George.

## Handlung
Kurfürst Friedrich III. möchte, dass seine Residenz in Berlin durch monumentale Bauten und Denkmäler in großer Pracht erstrahlt. Die repräsentativen Entwürfe sollen auch nach außen hin sichtbar Friedrichs Machtansprüche unterstreichen. Doch Intrigen am kurfürstlichen Hofe machen es schwer, einen geeigneten Künstler zu finden, der Friedrichs Vorstellungen genügt. Schließlich fällt die Wahl auf den Architekten Andreas Schlüter, der den Entwurf eines Reiterstandbildes des Kurfürsten abliefern soll. Der Kurfürst ist nach Ansicht der Vorlage begeistert und macht Schlüter zu seinem Hofarchitekten. Seine wichtigste Aufgabe: Er soll zukünftig das Berliner Schloss vergrößern und glanzvoll umbauen.
Schlüter macht sich bald mit der ihm eigenen künstlerischen Besessenheit ans Werk. Dabei nimmt er keine Rücksicht auf ihn umgebende Kleingeister und Konkurrenten wie den bisherigen Hofarchitekten Eosander. Als Eosander sich mit seinem am Pariser Baustil orientierten Schlossentwurf am Hofe durchsetzt, zieht sich Schlüter gekränkt zurück. Durch seine polternde und undiplomatische Art und dem Mangel an Kompromissfähigkeit hat er sich viele Feinde gemacht. Doch wenigstens das gigantische Standbild soll ganz nach seinen Vorstellungen realisiert werden. Als er plant, dass es in einem Stück gegossen werden soll, kommt es zu Unruhen unter der Bevölkerung, die befürchtet, dass bei diesem Vorhaben aufgrund der großen Hitze die Gussform weggesprengt und dabei ihre Häuser beschädigt werden könnten. Daraufhin verbietet der Monarch Schlüters Vorgehensweise, doch dieser hält sich nicht daran. Obwohl alles glatt verläuft, verstößt ihn Friedrich.
Schlüter verlässt daraufhin sowohl Berlin als auch seine Frau Elisabeth, die er für vieles verantwortlich macht, und geht mit seinem früheren Modell, Gräfin Vera Orlewska, nach Dresden. Eines Tages holt ihn der mittlerweile zum preußischen König aufgestiegene Kurfürst nach Berlin zurück. Schlüter glaubt, nunmehr nicht nur das Schloss, sondern ganz Berlin nach seinen Ideen umzubauen zu können. Doch der König verlangt lediglich von ihm, den höchsten Turm der Welt zu errichten. Wegen des sumpfigen Berliner Baugrunds lehnt Schlüter zunächst ab, gibt dann aber schließlich dem Drängen des Monarchen nach. Wie besessen kniet er sich in den Bau dieses Münzturms hinein und lässt sich auch nicht beirren, als sich erste Anzeichen eines möglichen Einsturzes zeigen. Er baut bis zum Ende, doch während des feierlichen Richtfestes stürzt der Turm in sich zusammen. Schlüter wird eingekerkert, und Gräfin Orlewska wendet sich von ihm ab. Schlüter muss erkennen, dass nur noch seine von ihm verlassene Ehefrau zu ihm steht und sich für ihn einsetzt. Sie ist es, die seine Begnadigung erreicht.

## Produktionsnotizen
Das Drehbuch wurde frei gestaltet nach Motiven des Romans Der Münzturm (1936) von Alfons von Czibulka.
Die Dreharbeiten zu Andreas Schlüter begannen am 15. Dezember 1941 und endeten im Mai des darauf folgenden Jahres. Gedreht wurde in der Ufastadt und im Althoff-Atelier, beides Babelsberg. Weitere Aufnahmen entstanden im Berliner Stadtschloss, das einst von Schlüter zur Königsresidenz umgebaut worden war.
Die Welturaufführung von Andreas Schlüter fand am 5. September 1942 im Rahmen der X. Internationalen Filmkunstausstellung (Biennale) in Venedig statt. Damit war Andreas Schlüter einer von sechs deutschen Filmbeiträgen bei der Biennale. Im Oktober folgten die Erstaufführungen in Wien und Dresden. Die Berliner Erstaufführung von Andreas Schlüter erfolgte am 19. November 1942.
Andreas Schlüter erhielt nach der Abnahme des Films durch die Zensur die NS-Prädikate 'Staatspolitisch und künstlerisch besonders wertvoll' und 'jugendwert'.
Der Film steht in der Tradition diverser anderer Großproduktion des Dritten Reichs, mit denen vor allem zwischen 1939 und 1943 überlebensgroßer Persönlichkeiten der mitteleuropäischen Geschichte aus Politik, Kunst und Wissenschaft gehuldigt werden sollte. Darunter fallen Robert Koch, der Bekämpfer des Todes, Friedrich Schiller – Der Triumph eines Genies, Bismarck, Der große König, Ohm Krüger, Rembrandt und Paracelsus. Die Intention hinter diesen in der Regel sehr teuer und aufwendig produzierten und hochkarätig besetzten Filmbiografien war durchgehend eine politische: Es galt, eine Analogie zu Adolf Hitler und dessen von der NS-Propaganda behauptetem „Genie“ herzustellen.
Die Kulissenentwürfe stammen von Robert Herlth und wurden von Kurt Herlth und Hermann Asmus umgesetzt. Die Kostüme wurden von Walter Schulze-Mittendorf entworfen. Gerhard Huttula entwickelte die Spezialeffekte. Die Choreografie übernahm Ellen Petz.
Die Kosten des Films betrugen 3,438 Millionen Reichsmark. Damit war Andreas Schlüter einer der teuersten Filme des Dritten Reichs. Nach nur einem halben Jahr nach der deutschen Erstaufführung, im Mai 1943, hatte der Film fast die gesamten Kosten wieder eingespielt: 3,245 Mio. RM. Im Ausland hingegen lief der Film schlecht.

## Kritik
Die Schweizer Fachpublikation Der Filmberater publizierte eine ausführliche Analyse: „Künstlerbiographien beginnen Schule zu machen. Noch ist der große Rembrandtfilm in frischer Erinnerung, wird uns schon wieder ein Künstlerleben, diesmal ist es ein großer Bildhauer aus der Barockzeit, auf der Leinwand erzählt. […] Der beliebte, wohlbeleibte Heinrich George spielt mit sichtlicher Begeisterung die Rolle des ‘deutschen Michelangelos‘, Andreas Schlüter. Er füllt buchstäblich jedes Bild, in dem er auftritt, mit seiner Gestalt und mit seiner Stimme so vollkommen aus, dass alle anderen Darsteller neben ihm verblassen. […] Der Film, den Herbert Maisch gestaltete, wirkt ohne Zweifel glaubhaft und hinterläßt einen starken künstlerischen Eindruck. […] Eine Szene wird auf jeden Zuschauer tiefen Eindruck machen: der spannende Augenblick, da Schlüter gegen den ausdrücklichen Befehl seines Herrschers den Guß der monumentalen Reiterstatue wagt und dadurch beim König in Ungnade fällt.“
Das Lexikon des Internationalen Films schrieb über Andreas Schlüter: „Der (durch Georges Darstellung interessante) Film verrät mehr über die offiziöse Kunstauffassung des Dritten Reichs als über Kultur und Politik um 1700.“
In Das große Personenlexikon des Films ist über Maischs zwei wuchtigen Fimbiografien Friedrich Schiller – Der Triumph eines Genies und Andreas Schlüter Folgendes zu lesen: „Beide Filme förderten indirekt den NS-Gedanken vom ‘Genie’ und ‘kämpfenden Künstler’, der sich über das ‘Alte’ und ‘Überkommene’ hinwegzusetzen versucht und sich mit seinem ‘höheren Ziel’, ‘deutsche Staatskunst’ zu schaffen, als Gegenentwurf zur Kleinstaaterei der im Ständedenken erstarrten Duodezfürsten versteht.“
Bogusław Drewniaks Der deutsche Film 1938-1945 urteilte: „Und trotzdem konnte man, bei insgesamt guter Rollenbesetzung, von einer Überlegenheit des Dekorativen gegenüber dem Menschlichen sprechen. Das Monumentalwerk strahlte zugleich eine gewisse ‘Kälte‘ aus“.
Reclams Filmführer sah Andreas Schlüter in einer Reihe von Filmporträts, die dem im Dritten Reich vorgelebten Führerprinzip huldigten: „Porträts großer Deutsche webten geschickt am Mythos des Führers, der unbeirrt durch gehässige Gegner und kleinliche Zweifler seinen Weg geht und aus seiner genialen Intuition notfalls auch gegen logische Argumente die richtige Entscheidung trifft: Der alte und der junge König (Hans Steinhoff, 1934), Robert Koch (Hans Steinhoff, 1939), Bismarck und Die Entlassung (Wolfgang Liebeneiner, 1940 und 1942), Andreas Schlüter (Herbert Maisch, 1942).“